# Pin kód (televíziós sorozat)
A Pin kód (eredeti cím: Pin Code) orosz televíziós 3D-s számítógépes animációs sorozat, amelyet Alekszej Gorbunov rendezett és ami a Kikoriki című rajzfilmsorozat spin-offja. A forgatókönyvet Dimitrij Jakovenko írta, a zenéjét Marina Landa és Szergej Vasziljev szerezte. Magyarországon az M2 adja.

## Szereplők
- Pin – A sorozat főhőse, aki egy feltaláló pingvin.

## Epizódok
1. Miért?
2. Kire vársz királylány?
3. Nano-dadusok
4. Megasütőtök
5. DNS
6. Szálloda a vidám hegymászóhoz
7. Hurrikán – Csak bátraknak
8. Nyomok a hóban
9. A sebesség bűvöletében
10. Boldogulnak nélkülünk is
11. Enceladus – Víz és élet
12. A feladvány
13. A homok szobor
14. Napszél
15. Az őrző
16. Állj meg, kis robotom!
17. Az elektron vadász
18. Mi lehet egy medve fejében?
19. Egy tényleg nagy dolog
20. A párhuzamos világ
21. A kritikus pont
22. Szupravezetés és egy kis szeretet
23. Mindörökké szappanopera
24. A második Nap
25. Valami
26. A világegyetem és a fogyókúra
27. Mese Bibi számára
28. Millióból egy
29. Anti-Pamacs oltás I. rész
30. Anti-Pamacs oltás II. rész

## Magyar változat
A szinkront az MTVA megbízásából a VidArTeam készítette.
- Magyar szöveg: Angyal Andrea
- Szerkesztő: Horváth Ádám Márton
- Hangmérnök és vágó: Wünsch Attila
- Gyártásvezető: Farkas Márta
- Szinkronrendező: Nagy Ákos
- Főcímdal: Nádasi Veronika, Posta Victor
- Felolvasó, narrátor: Tarján Péter

Magyar hangok
- Bácskai János – Tedi
- Joó Gábor – Pamacs
- Megyeri János – rendező
- Nádasi Veronika – Panka
- Papucsek Vilmos – Tülök
- Posta Victor – Dokko
- Potocsny Andor – Pin
- Seszták Szabolcs – Soma
- Szokol Péter – Varjú
- Tarján Péter – rajzoló